# سم سن. لورن
سم سن. لورن (فرانسوی: Sam St. Laurent‎؛ زادهٔ ۱۶ فوریهٔ ۱۹۵۹) بازیکن هاکی روی یخ اهل کانادا است.